# Sport i Österrike

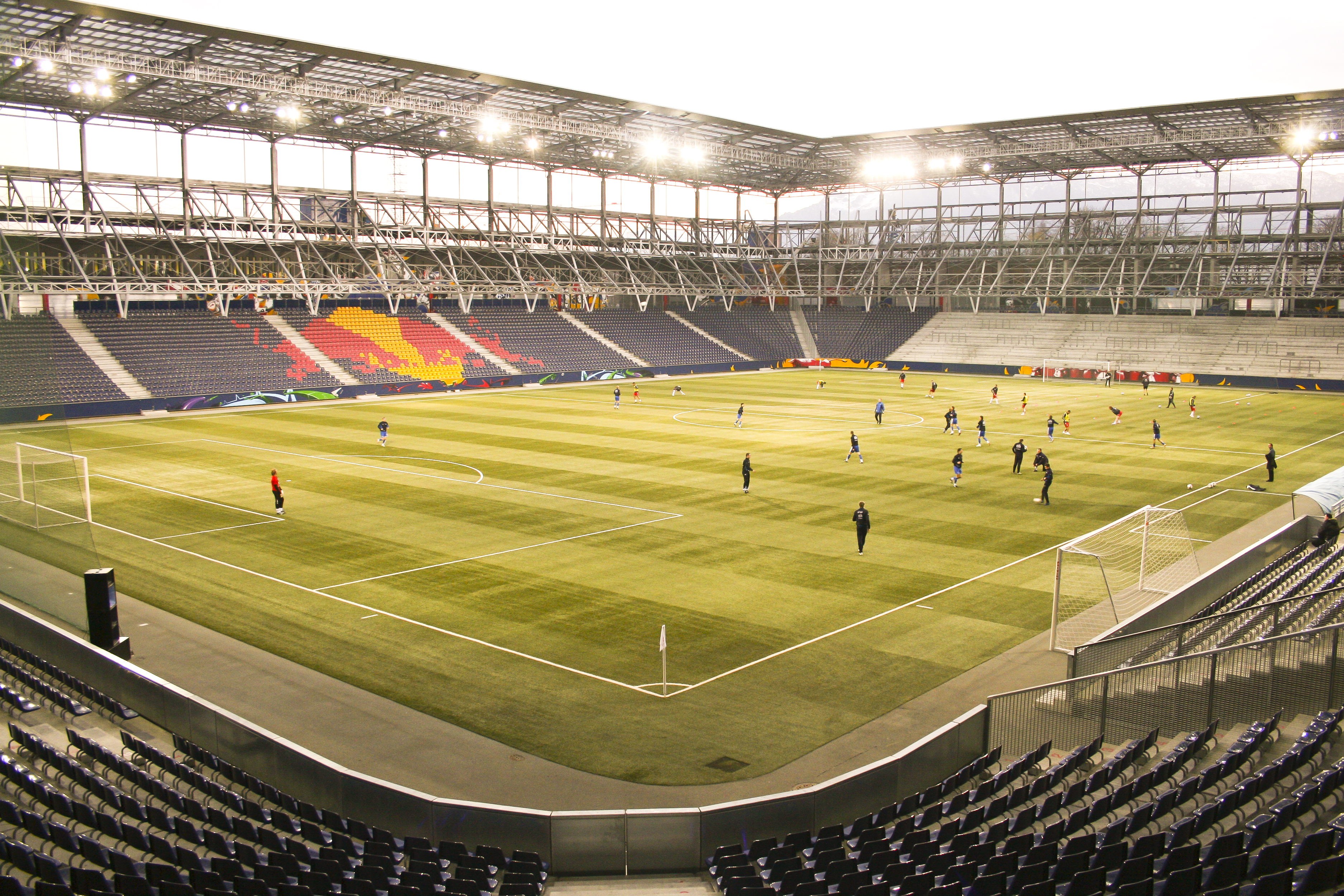
Salzburg Stadium, hemmaplan för FC RB Salzburg.

Sport i Österrike kännetecknas framför allt, på grund av Österrikes geografiska läge, av alpin skidåkning, där man haft framgångsrika åkare som Annemarie Moser-Pröll, Hermann Maier och Anton Sailer. Österrike har också varit en framgångsrik backhoppningsnation. Olympiska vinterspelen avgjordes i Innsbruck 1964 och 1976. Även olympiska vinterspelen för ungdomar 2012 hölls i Innsbruck.

## Fotboll
En populär lagsport i Österrike är fotbollen, som på organiserad nivå sköts av Österreichischer Fussball-Bund. Österrikes herrlandslag slutade fyra vid VM 1934, trea 1954, och sjua 1978. Tillsammans med Schweiz organiserade Österrike även Europamästerskapet 2008.

### Fotnoter
1. ↑  ”YOG Innsbruck 2012: Relive the announcement”. International Olympic Committee. 12 december 2008. http://www.olympic.org/content/news/media-resources/manual-news/1999-2009/2008/12/12/yog-innsbruck-2012-relive-the-announcement/. Läst 24 december 2008.
2. ↑  ”Österreichischer Fußballbund” (på tyska). ÖFB. 2009. http://www.oefb.at/. Läst 17 juni 2009.